# 八卦里
八卦里，舊稱「八卦寮」，前身「八卦村」，位於臺灣高雄市仁武區西南部，鄰近高雄市區，東連灣內里及仁武里，西邊及北邊與五和里相鄰，南接大灣里及赤山里。里內人口約有2.4萬人，是仁武區人口第一大里，也是高雄市人口第七大里、臺灣人口第11大村里。

## 歷史
原名「八卦寮」，在明清時代隸屬於台南府鳳山縣管轄，日治時代隸屬鳳山廳半屏里，稱八卦寮庄。後劃歸高雄州高雄郡仁武庄下，1946年年廢庄置鄉，始成仁武鄉八卦村。1972年劃出後港仔與鄰近土地成立高楠村。1998年劃出上五塊厝、下五塊厝與鄰近土地成立五和村。受台塑集團仁武廠區、仁武工業區設置，吸引相當多的人口入內定居，現已成為密集的住宅區。

## 公共設施
- 公園
  - 永仁公園
  - 承德公園
  - 北屋滯洪公園
  - 八卦休閒公園

- 運動場
  - 高雄國際滑輪溜冰場

- 學校
  - 高雄市仁武區八卦國民小學
  - 高雄市立仁武特殊教育學校